# Нутка (народ)

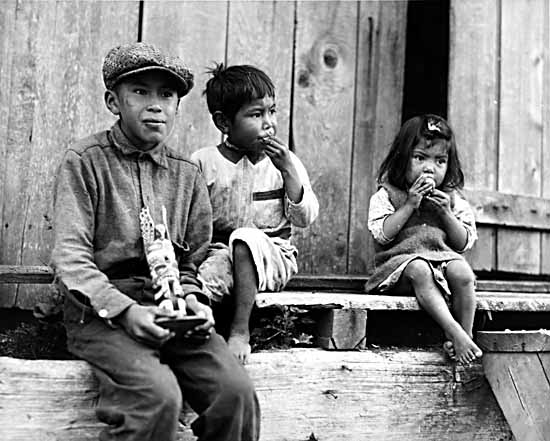
Три ребёнка из племени нуу-ча-нульт в деревне Юкот, Британская Колумбия, 30-е годы XX века

Ну́тка, или нуу-ча-нульт — индейское племя, большая часть которого живёт на территории Канады. Термин ну-ча-нульт относится к пятнадцати раздельно живущим, но этнически связанным народностям, считающим своим домом остров на Тихоокеанском побережье Канады — Ванкувер. Во времена первых контактов народов было гораздо больше, но оспа и другие последствия контактов вылились в исчезновение некоторых групп, и объединение оставшихся наций в большие соседства. Племя нутка родственно племенам квакиутль, хейсла и нитинат. Язык нутка входит в группу вакашских языков.

## История
Во времена ранних контактов с европейскими исследователями, вплоть до 1830-х годов, более 90 % нутка погибли от болезней, передаваемых половым путём, малярии и оспы, а также в результате культурного переполоха, вызванного контактом с людьми с Запада.

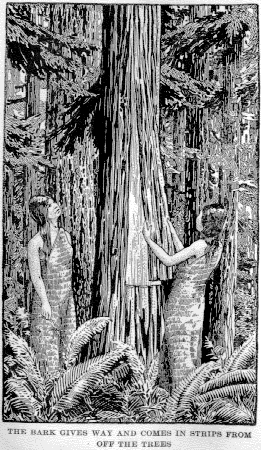
Сбор древесной коры

## Первый контакт
Когда Джеймс Кук впервые встретился с нуу-ча-нульт из деревни Юкота, они сказали ему обогнуть на корабле остров, чтобы зайти в бухту. Кук воспринял эти слова как название их племени, поэтому долгое время это племя называли «Нуутка». В 1978 году было принято использовать термин нуу-ча-нульт для описания всех индейских племён, населяющих западную часть острова Ванкувер.